# Железнодорожные войска Российской Федерации
Железнодорожные войска (ЖДВ) — род специальных войск в составе Материально-технического обеспечения Вооружённых сил Российской Федерации (с 2005 до 2010 года — в составе Тыла Вооружённых сил Российской Федерации), входящий в систему обеспечения обороноспособности и национальной безопасности государства.
Железнодорожные войска России являются одним из родов специальных войск тылового обеспечения, и предназначены для выполнения задач железнодорожного обеспе́чения: подготовки, строительства, восстановления и заграждения (препятствие использованию противником) объектов железнодорожных путей сообщения.
Первые подразделения железнодорожных войск в мире были созданы в России в 1851 году, в составе инженерных войск Русской императорской армии.

## История

### Российская империя

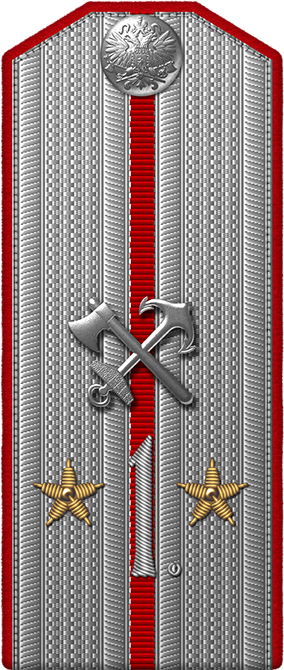
Погон подпоручика 1-го железнодорожного полка. 1914 год.

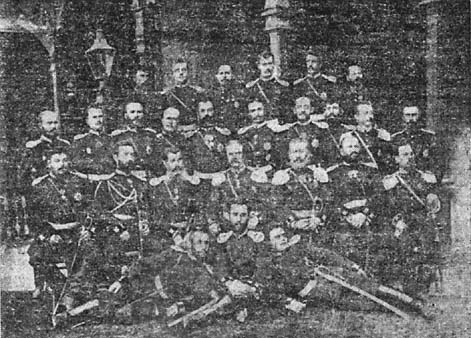
Группа офицеров 2-го Закаспийского железнодорожного батальона в День батальонного праздника, город Мерв, 15 мая 1894 года

Железнодорожные войска впервые были учреждены 6 (18) августа 1851 года по приказу императора Николая I. Согласно утвержденному «Положению о составе управления Санкт-Петербурго-Московской железной дороги» было сформировано:
- 14 отдельных военно-рабочих рот
- две кондукторские роты
- одна телеграфическая рота.

Общая численность достигла 4340 человек личного состава. Задачей первых военно-железнодорожных подразделений стала поддержка рабочего состояния железнодорожных путей, переездов, мостов, а также их охрана.
Несколько позже началось создание строительных железнодорожных бригад, в 1866 году разрабатывается «Положение о военно-дорожных командах на театре военных действий».
Железнодорожные части (ЖДЧ) вошли в состав инженерных войск начиная с момента их создания в 1870 году, сначала в виде железнодорожных команд, а с 1876 года — железнодорожных батальонов.
Боевым крещением для российских железнодорожных войск стала русско-турецкая война (1877—1878 годов). В период сосредоточения русских войск в Румынии потребности армии обеспечивал 3-й железнодорожный батальон, однако вскоре в связи с ростом воинских перевозок были сформированы ещё 2 железнодорожных батальона, сводная железнодорожная рота, ряд отдельных команд и отрядов. Личный состав ЖДЧ Русской императорской армии обеспечивал непрерывное снабжение соединений русской армии по построенному ими же железнодорожным участкам Бендеры — Галац (303 километра), Фратешты — Зимница (90 км) и нескольким небольшим отдельным участкам. За год войны военные железнодорожники обеспечили перевозку сотен тысяч военнослужащих и десятки миллионов пудов разных грузов.
В период с 1880 года по 1891 год была построена Закаспийская военная железная дорога.
Железнодорожные части входили в состав инженерных войск вплоть до 1908 года включительно. Затем они были выделены в самостоятельную категорию и подчинены службе военных сообщений (ВОСО) Генерального штаба.
В ходе Первой мировой войны, личным составом частей и соединений, было построено около 300 километров ширококолейных железных дорог и до 4000 км узкоколейных, восстановлено более 4600 км верхнего строения пути и почти 5000 км телефонно-телеграфных линий железнодорожной связи.

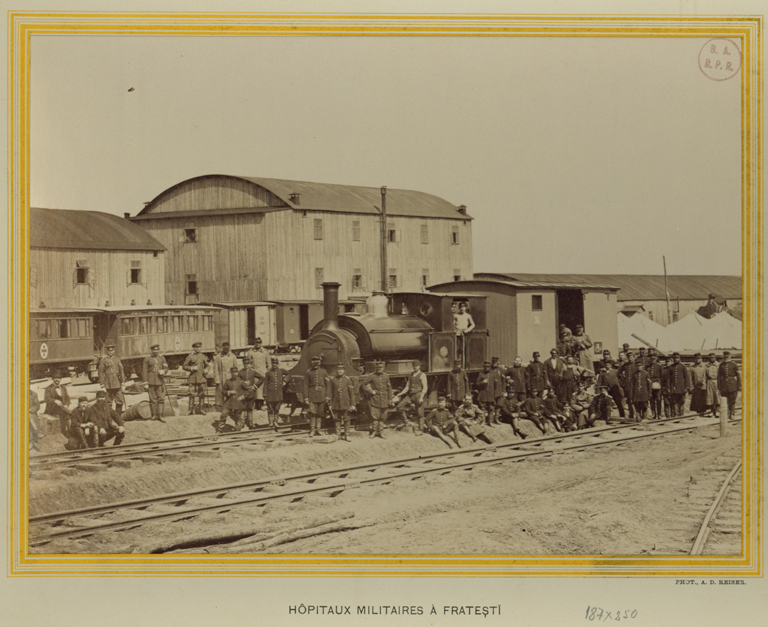
Строительство железной дороги Бухарест — Зимница, железнодорожные части (ЖДЧ) Русской императорской армии.
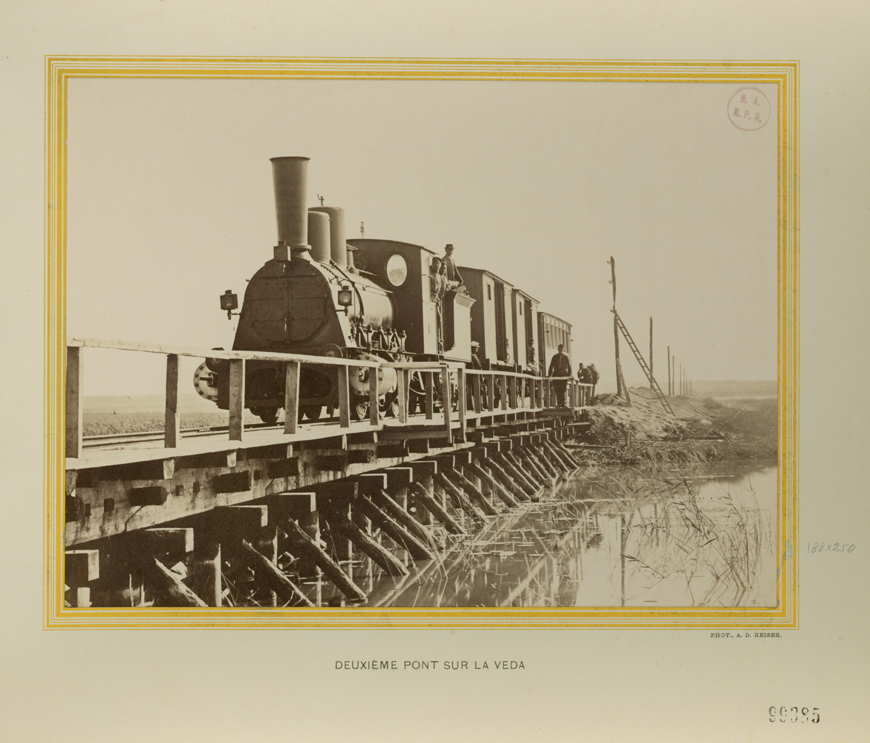
Строительство железной дороги Бухарест — Зимница, ЖДЧ Русской императорской армии.
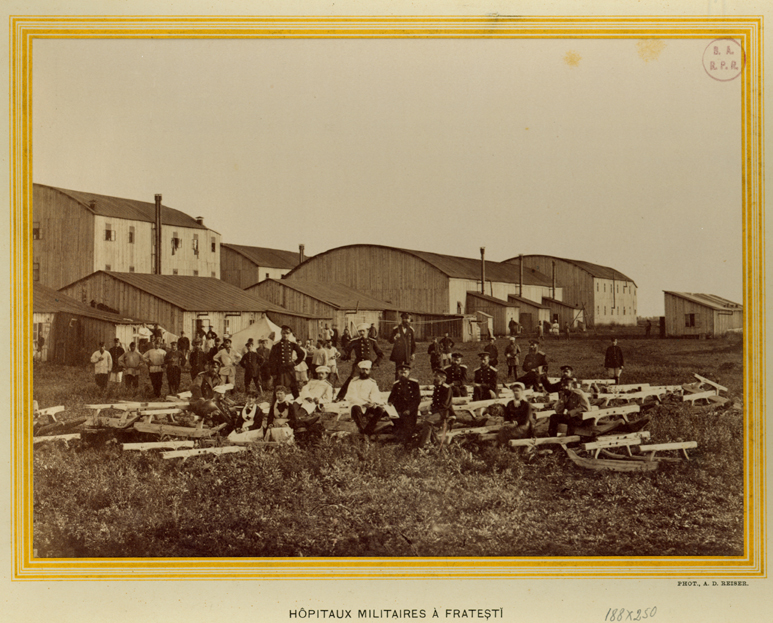
Строительство железной дороги Бухарест — Зимница, ЖДЧ Русской императорской армии.
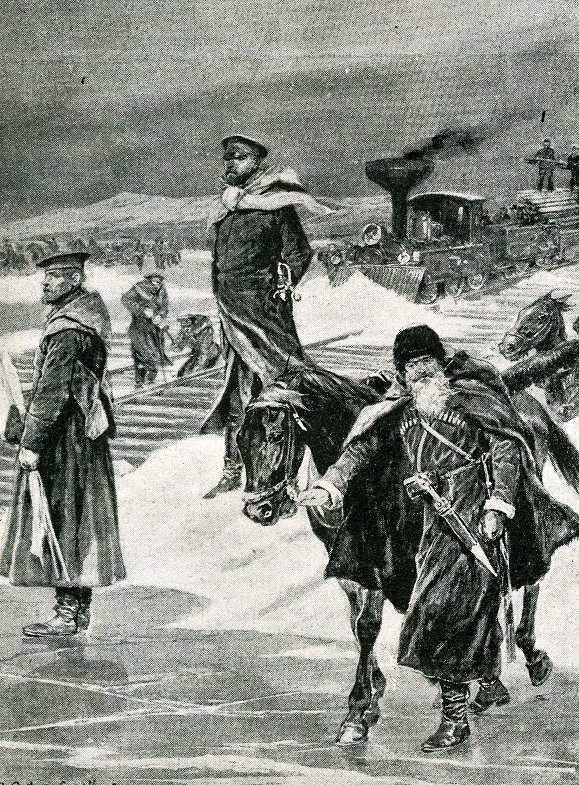
Строительство пути. Воинский поезд Русской императорской армии в Азии, иллюстрация из «Патриота», 6 марта 1904 года.
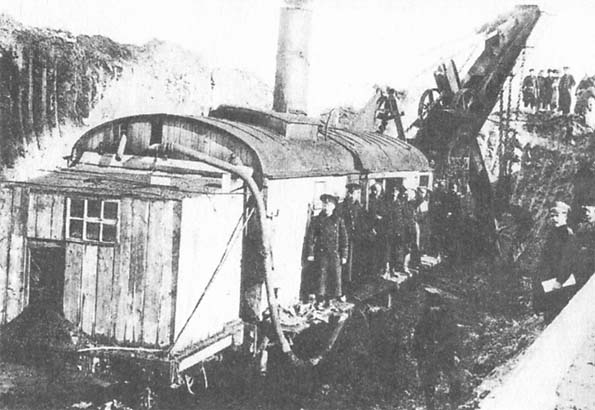
Выполнение земляных работ железнодорожными частями с использованием парового экскаватора, январь 1915 года.

#### Знаки различия
| Описание     | Знаки различия 1-го Уссурийского железнодорожного батальона (1904—1909 гг.) | Знаки различия 1-го Уссурийского железнодорожного батальона (1904—1909 гг.) | Знаки различия 1-го Уссурийского железнодорожного батальона (1904—1909 гг.) | Знаки различия 1-го Уссурийского железнодорожного батальона (1904—1909 гг.) | Знаки различия 1-го Уссурийского железнодорожного батальона (1904—1909 гг.) | Знаки различия 1-го Уссурийского железнодорожного батальона (1904—1909 гг.) | Знаки различия 1-го Уссурийского железнодорожного батальона (1904—1909 гг.) |
| ------------ | --------------------------------------------------------------------------- | --------------------------------------------------------------------------- | --------------------------------------------------------------------------- | --------------------------------------------------------------------------- | --------------------------------------------------------------------------- | --------------------------------------------------------------------------- | --------------------------------------------------------------------------- |
|              |                                                                             |                                                                             |                                                                             |                                                                             |                                                                             |                                                                             |                                                                             |
| Погоны       |                                                                             |                                                                             |                                                                             |                                                                             |                                                                             |                                                                             |                                                                             |
|              |                                                                             |                                                                             |                                                                             |                                                                             |                                                                             |                                                                             |                                                                             |
| Чин / звание | Полковник                                                                   | Подполко́вник                                                                | Капитан                                                                     | Штабс-капитан                                                               | Пору́чик                                                                     | Подпору́чик                                                                  | Пра́порщик                                                                   |
| Группа       | Штаб-офицеры                                                                | Штаб-офицеры                                                                | Обер-офицеры                                                                | Обер-офицеры                                                                | Обер-офицеры                                                                | Обер-офицеры                                                                | Обер-офицеры                                                                |

| Погоны          |               |                      |                      |          |         |
| Воинское звание | Фельдфебель   | Старший унтер-офицер | Младший унтер-офицер | Ефрейтор | Рядовой |
| Группа          | Унтер-офицеры | Унтер-офицеры        | Унтер-офицеры        | Рядовые  | Рядовые |

### Советский период
За время Гражданской войны (1918—1921) военные железнодорожники восстановили и обеспечили эксплуатацию 22 000 км железных дорог, восстановили 3169 железнодорожных мостов.
В 1926 году военнослужащие Отдельного корпуса железнодорожных войск РККА начали проводить топографическую разведку будущей трассы Байкало-Амурской магистрали (БАМ).

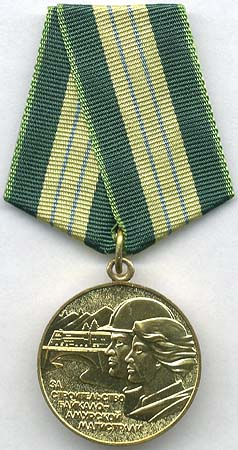
Медаль «За строительство Байкало-Амурской магистрали»

Железнодорожные войска обеспечивали боевые действия РККА в ходе военных конфликтов на КВЖД (1929), в районе озера Хасан (1938) и реки Халхин-Гол (1939).

В 1935 году советский военачальник В. К. Блюхер на совещании командного состава РККА сетовал, что на Дальнем Востоке: 
… подготовка наших железнодорожных войск и подготовка железнодорожника вообще, восстановление железных дорог никуда не годится. Это самый консервативный, отсталый род войск…
В 1939 году, при подготовке наступательной операции восточнее реки Халхин-Гол, в условиях пустынно-степной местности, за 76 рабочих дней, была построена 324-километровая железная дорога Борзя — Баян-Тумен
В ходе Советско-финской войны, в 1940 году, за 47 рабочих дней, в исключительно тяжелых зимних погодных условиях, была построена 132-километровая железная дорога Петрозаводск — Суоярви.
В годы Великой Отечественной войны личным составом железнодорожных войск и специальных формирований Народного комиссариата путей сообщения СССР было восстановлено главных путей 81 332 км, вторых путей 6901 км, станционных путей 29 041 км, стрелочных переводов 76 984. Кроме того было построено и восстановлено 2720 км железных дорог узкой колеи, 73 456 км линий связи, 7990 станций и разъездов, 2345 пунктов водоснабжения и ряд других сооружений.
- Из приказа Народного комиссара обороны СССР от 28 апреля 1942 г. № 127: 28-я отдельная железнодорожная бригада показала образцы мужества, отваги, дисциплины и организованности. Ведя непрерывные бои с немецко-фашистскими захватчиками, указанная часть нанесла огромные потери фашистским войскам и своими сокрушительными ударами уничтожила живую силу и технику противника, беспощадно громила немецких захватчиков. За проявленную отвагу в боях за Отечество с немецкими захватчиками, за стойкость, мужество, дисциплину и организованность, за героизм личного состава преобразовать 28-ю железнодорожную бригаду в 1-ю гвардейскую железнодорожную бригаду.

За период с 1946 по 1950 год, было выполнено 37 000 000 м³ земляных работ, уложено 6230 км пути, капитально восстановлено 2632 моста, 227 локомотивных депо, 57 вокзалов (среди них один из красивейших в стране — вокзал в городе Сочи), построено 437 000 м² жилой площади.
21 марта 1989 года Указом Президиума Верховного Совета СССР № 10224-XI железнодорожные войска (вместе с пограничными войсками КГБ СССР и внутренними войсками МВД СССР) исключены из состава ВС СССР, и впоследствии были вновь включены в Вооружённые Силы лишь в федеральный период — в 2005 году.

### Современный период
В связи с распадом СССР и последовавшим процессом раздела Вооружённых сил СССР 18 апреля 1992 года вышел Указ Президента РФ № 392 «О железнодорожных войсках Российской Федерации». Согласно данному указу Главное управление железнодорожных войск, соединения, части, учреждения, военно-учебные заведения и предприятия железнодорожных войск, дислоцирующихся на территории Российской Федерации, были приняты под юрисдикцию Российской Федерации. На базе железнодорожных войск, дислоцирующихся на территории Российской Федерации, были образованы железнодорожные войска Российской Федерации, а на базе Главного управления железнодорожных войск — Главное управление железнодорожных войск при Министерстве архитектуры, строительства и жилищно-коммунального Хозяйства Российской Федерации.
Указом Президента РФ от 30 сентября 1992 года № 1148 «О структуре центральных органов федеральной исполнительной власти» Главное управление железнодорожных войск при Министерстве архитектуры, строительства и жилищно-коммунального хозяйства Российской Федерации было реорганизовано в Федеральное управление железнодорожных войск при Министерстве путей сообщения Российской Федерации.
07.08.1995 вступил в силу Федеральный закон от 05.08.1995 № 126-ФЗ «О Железнодорожных войсках Российской Федерации». Указом Президента РФ от 7 сентября 1995 года № 903 Федеральное управление железнодорожных войск при Министерстве путей сообщения Российской Федерации было реорганизовано в Федеральную службу железнодорожных войск Российской Федерации (ФСЖВ России).
Указом Президента РФ от 09.03.2004 № 314 «О системе и структуре федеральных органов исполнительной власти» Федеральная служба железнодорожных войск Российской Федерации была упразднена, а её функции переданы Министерству обороны Российской Федерации (Минобороны России). Положения данного указа, касающиеся Федеральной службы железнодорожных войск России, вступили в силу после вступления в силу соответствующего федерального закона (ФЗ от 29.06.2004 № 58-ФЗ).
После окончания процесса ликвидации ФСЖВ России, и передачи её железнодорожных частей и их органов управления в состав Минобороны России, в начале 2005 года железнодорожные войска вошли в состав Вооружённых Сил Российской Федерации (ВС РФ) — в подчинение Тыла ВС РФ. Было образовано Командование Железнодорожных войск ВС РФ.
В 2010 году, в ходе реорганизации структур Тыла ВС РФ в систему Материально-технического обеспечения Вооружённых сил Российской Федерации (МТО ВС РФ), в составе новой структуры Командование ЖДВ было преобразовано в Главное управление начальника железнодорожных войск.
Неоднократно Российские железнодорожные войска восстанавливали мосты и пути сообщения за рубежом, разрушенные в результате военных действий (например, в Абхазии в 2008 г.). С весны 2015 года ведут строительство двухпутной электрифицированной железной дороги в обход Украины на участке Журавка — Миллерово.
Кроме того железнодорожные войска принимают участие в ликвидации последствий чрезвычайных ситуаций (ЧС).
Весной 2021 года Минобороны РФ сообщило о направлении подразделений Железнодорожных войск на строительство объектов восточного плеча Байкало-Амурской магистрали. Привлечение Железнодорожных войск связано прежде всего с дефицитом как ресурсов строймеханизации, так и квалифицированных инженерных и рабочих кадров на объектах Восточного полигона. В конце 2020 года в отраслевом сообществе даже снова поднимался вопрос о возможной передаче полномочий РЖД по строительству, модернизации и развитию инфраструктуры в уполномоченную структуру. Ранее такие предложения периодически возникали, но необходимо признать: раз появившись, они столь же внезапно сходили на нет. Сколько в этом процессе от кулуарной борьбы за строительные подряды РЖД и сколько от действительных попыток рационализировать систему содержания и развития железнодорожной инфраструктуры – вопрос, остающийся в статусе риторического и требующий определенной выдержки по времени. То, что проект воссоздания «Минтрансстроя-2.0» на сегодня увязывается исключительно с существующим дефицитом финансирования инвестплана Восточного полигона, выглядит, мягко говоря, не совсем убедительно. За дискуссией «о деньгах» упускается из виду никуда так и не девшаяся проблема нехватки рабочих рук на стройобъектах Востока, равно как и соответствующих механизированных мощностей. Еще в начале 2019 года Счётная палата заявляла о несоблюдении сроков строительства объектов на южносибирской линии Междуреченск – Тайшет: по 13 из 22 объектов они были продлены с 2016 до 2020 года. Объем неосвоенных средств на тот момент достиг 12,5 млрд руб. К примеру, реконструкция Козинского виадука на Красноярской железной дороге должна была завершиться не в середине декабря 2020 года, а еще тремя годами раньше – в 2017-м. В то же самое время был инициирован вопрос о привлечении личного состава и техники Железнодорожных войск на Восточном полигоне, а в 2020-м году РЖД сообщили о нехватке 5 тыс. строителей вдобавок к уже занятым 9,3 тыс. человек на стройобъектах Транссиба и БАМа. Аргумент в пользу отказа от распыления строительно-механизированных мощностей и квалифицированного персонала оказался в числе решающих и для временно замороженного субарктического проекта Северного широтного хода.

### Знаки различия

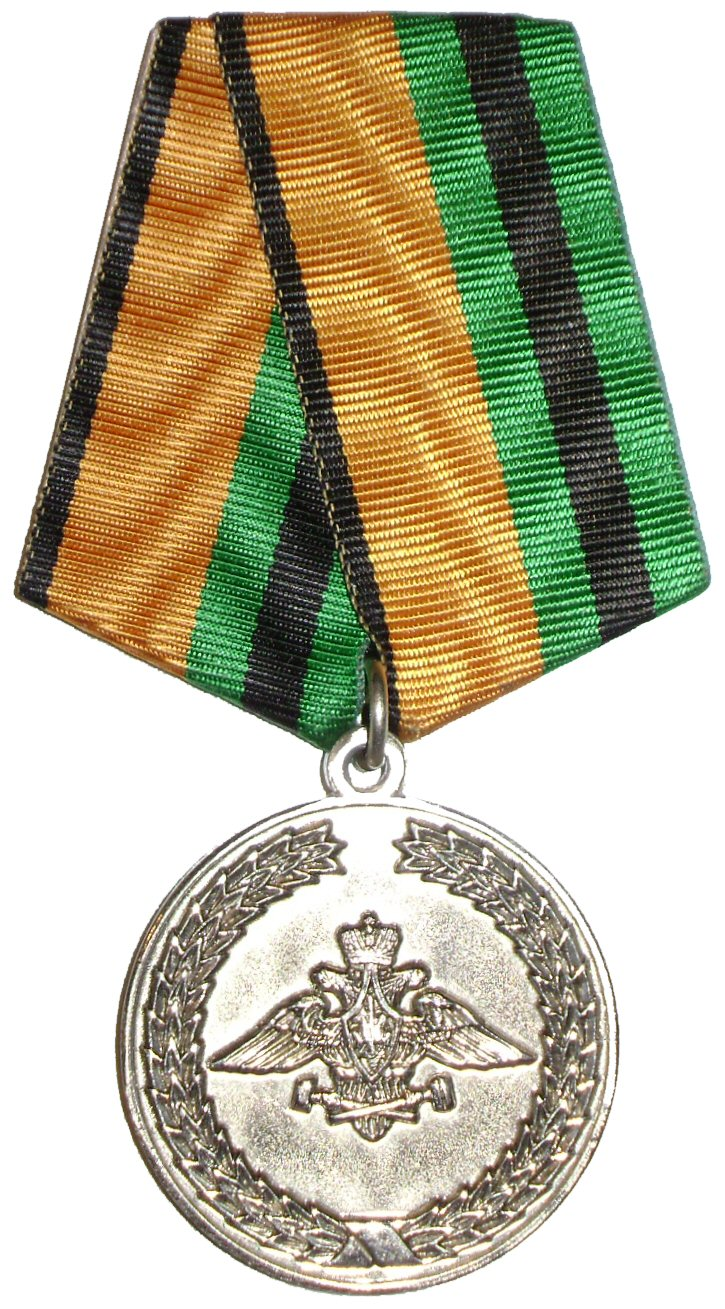
Медаль «За службу в Железнодорожных войсках»

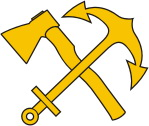
Петличная эмблема железнодорожных войск РККА образца 1922 года[22].
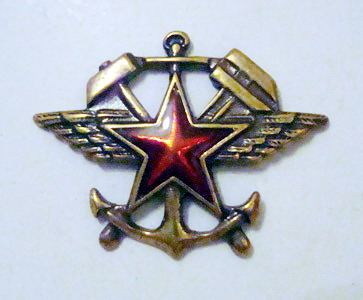
Эмблема железнодорожных войск и ВОСО СССР и Российской Федерации (1936—1998)[23][24].
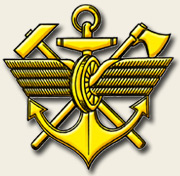
Эмблема железнодорожных войск ФСЖВ России и ВС РФ (1998—2007)[24][25].
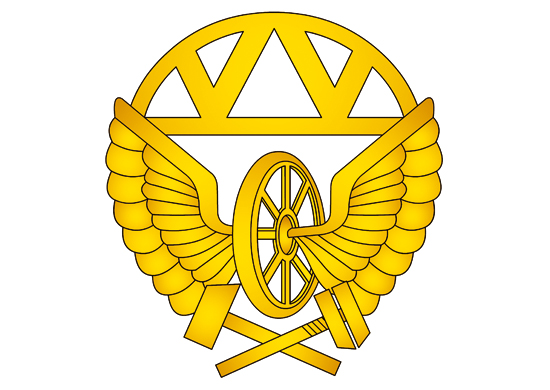
Современная петличная эмблема Железнодорожных войск ВС РФ

## Состав

### Имперский период
- Железнодорожная бригада.
- 1-я железнодорожная бригада.
- 2-я железнодорожная бригада.
- 3-я железнодорожная бригада.
- 5-я железнодорожная бригада.
- 6-я железнодорожная бригада.
- 9-я железнодорожная бригада.
- Заамурская пограничная железнодорожная бригада.
- Отдельная Кавказская железнодорожная бригада.
- Туркестанская железнодорожная бригада.
- 1-я парковая железнодорожная бригада.
- 2-я парковая железнодорожная бригада.
- 3-я парковая железнодорожная бригада.
- 1-я Кавказская парковая конно-железнодорожная бригада.
- 3-я Сибирская парковая конно-железнодорожная бригада.
- Собственный Его Императорского Величества железнодорожный полк — гвардейская часть русской императорской армии, обеспечивавшая все железнодорожные поездки императорской фамилии, обслуживавшая и охранявшая императорский поезд и царскую железнодорожную ветку.
- 1-й железнодорожный батальон.
- 2-й железнодорожный батальон — сформирован 25.04.1877 года, в составе 2-х строительных и 2-х эксплуатационных рот. Включен в состав 2-й саперной бригады.
- 3-й железнодорожный батальон.
- 4-й железнодорожный батальон.
- 5-й железнодорожный батальон.
- 6-й железнодорожный батальон.
- 7-й железнодорожный батальон.
- 8-й железнодорожный батальон.
- 9-й железнодорожный батальон.
- 10-й железнодорожный батальон.
- 11-й железнодорожный батальон.
- 12-й железнодорожный батальон.
- 13-й железнодорожный батальон.
- 14-й железнодорожный батальон.
- 15-й железнодорожный батальон.
- 16-й железнодорожный батальон.
- 17-й железнодорожный батальон.
- 18-й железнодорожный батальон.
- 20-й железнодорожный батальон.
- 21-й железнодорожный батальон.
- 22-й железнодорожный батальон.
- 24-й железнодорожный батальон.
- 25-й железнодорожный батальон.
- 26-й железнодорожный батальон.
- 27-й отдельный учебный железнодорожный батальон.
- Сводный железнодорожный батальон.
- 1-й Заамурский железнодорожный батальон.
- 2-й Заамурский железнодорожный батальон.
- 3-й Заамурский железнодорожный батальон.
- 4-й Заамурский железнодорожный батальон.
- 6-й Заамурский железнодорожный батальон.
- 1-й Закаспийский железнодорожный батальон.
- 2-й Закаспийский железнодорожный батальон.
- 2-й Кавказский железнодорожный батальон.
- 1-й Сибирский железнодорожный батальон.
- 2-й Сибирский железнодорожный батальон.
- 3-й Сибирский железнодорожный батальон.
- 4-й Сибирский железнодорожный батальон.
- 5-й Сибирский железнодорожный батальон.
- 1-й Уссурийский железнодорожный батальон.
- 1-й тепловозный железнодорожный батальон.
- 2-й отдельный тепловозный железнодорожный батальон.
- 1-й конно-железнодорожный батальон.
- 10-й конно-железнодорожный батальон.
- 6-й армейский узкоколейный железнодорожный батальон.
- Отдельный узкоколейный конно-железнодорожный батальон.
- 1-й железнодорожный рабочий батальон.
- 3-й рабочий железнодорожный батальон.
- 4-й железнодорожный рабочий батальон.
- 5-й железнодорожный рабочий батальон.
- Иркутский охранный железнодорожный батальон.
- 2-я полевая железнодорожная рота.
- Кушкинская полевая железнодорожная рота.
- 1-й коренной парк полевых конных железных дорог.
- 2-й коренной парк полевых паровых железных дорог.
- 3-й коренной парк полевых конных железных дорог.
- 5-й коренной парк полевых конных железных дорог.
- 6-й коренной парк полевых конных железных дорог.
- Кавказский коренной парк полевых конных и паровых железных дорог.
- Парк полевых железных дорог Румынского фронта.
- Управление Барановическими парковыми железнодорожными ротами.
- 1-я эксплуатационная бригада.
- 3-я эксплуатационная бригада.
- 1-й эксплуатационный батальон.
- 2-й эксплуатационный батальон.
- 3-й эксплуатационный батальон.
- 4-й эксплуатационный батальон.
- 6-й эксплуатационный батальон.
- 7-й эксплуатационный батальон.
- 10-й эксплуатационный батальон.
- 12-й эксплуатационный батальон.
- Офицерская железнодорожная школа существовала с конца 90-х годов до 1908 года при Среднеазиатской железной дороге. Одновременно действовал офицерский курс при Асхабадском железнодорожном техническом училище.

### Советский период

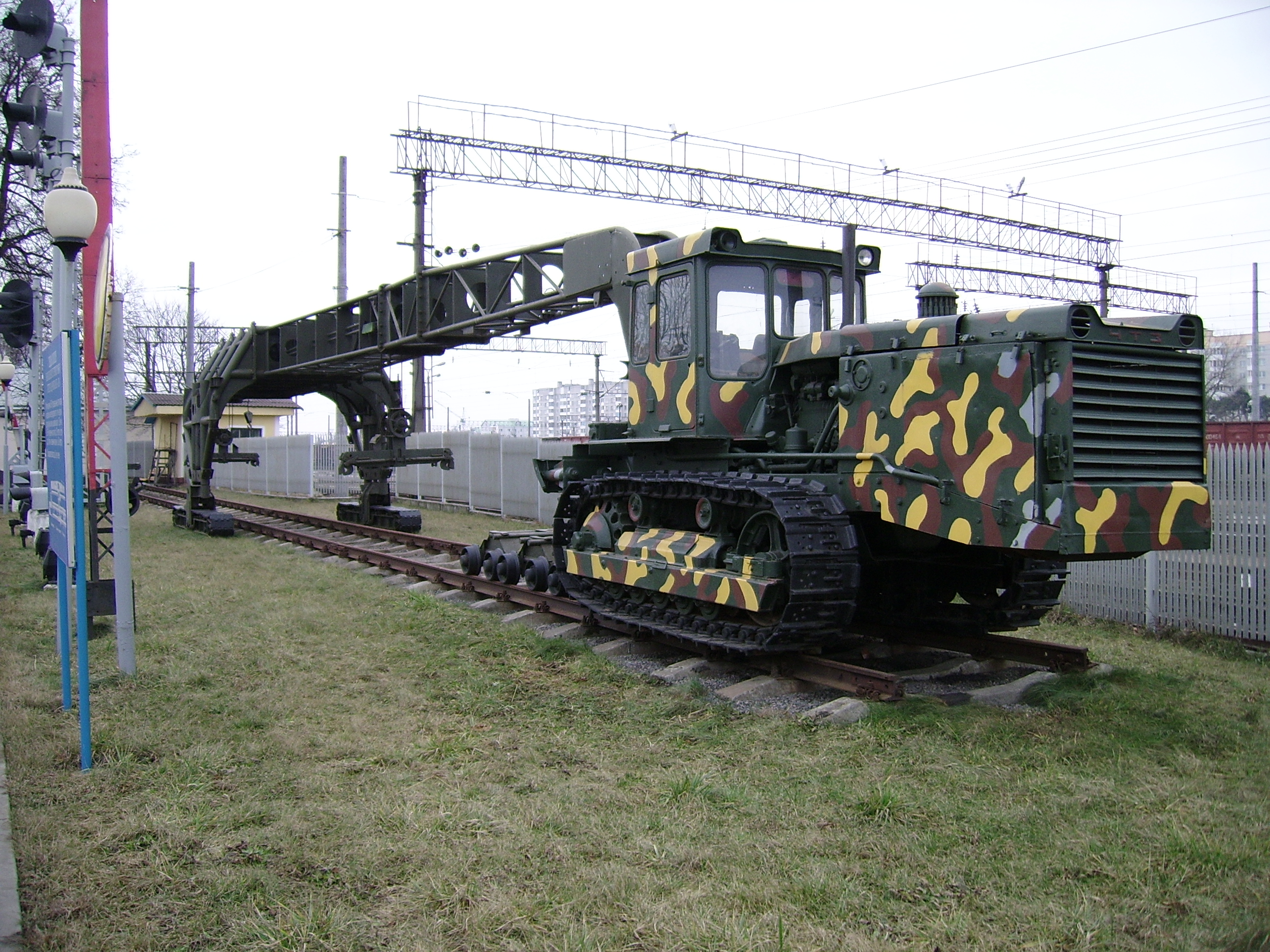
Путеукладчик ПБ-3М железнодорожных войск ВС СССР, производившийся серийно с 1971 года (экспозиция техники железнодорожных войск Барановичского музея железнодорожной техники).

В Вооружённых силах СССР (ВС СССР) к началу 1990-х годов имелось 4 железнодорожных корпуса (ждк), два из которых принимали участие в строительстве БАМа:
- 35-й железнодорожный корпус (штаб г. Тында);
- 1-й железнодорожный корпус (штаб пгт Чегдомын);
- 4-й железнодорожный корпус (штаб г. Свердловск);
- 2-й железнодорожный корпус (штаб г. Киев).

В стадии формирования находился 76-й железнодорожный корпус (управление корпуса в г. Волгограде).
Также существовало Ленинградское высшее ордена Ленина Краснознамённое училище железнодорожных войск и военных сообщений имени М. В. Фрунзе (ЛВУ ЖДВ и ВОСО), готовившее офицерские кадры для железнодорожных войск и органов военных сообщений.

### Современный период
После распада СССР в состав Железнодорожных войск Российской Федерации вошли 4 железнодорожных корпуса, дислоцировавшиеся на территории России, и просуществовавшие до 2010 года:
- 35-й железнодорожный корпус (штаб г. Смоленск), до июня 1992 года — г. Тында, после — передислокация в г. Смоленск, посёлок Красный Бор, в 1994 году — передислокация в Промышленный район г. Смоленска;
- 76-й железнодорожный корпус (штаб г. Волгоград);
- 4-й железнодорожный корпус (штаб г. Екатеринбург);
- 1-й железнодорожный корпус (штаб г. Хабаровск).

В 2009 году, в ходе реорганизации Тыла ВС РФ в систему МТО ВС РФ, на основе управлений вышеупомянутых железнодорожных корпусов были сформированы 4 территориальные командования. На них замкнули 10 бригад постоянной готовности:
7-е территориальное командование (г. Смоленск)
- 29-я отдельная железнодорожная Варшавская орденов Кутузова и Красной Звезды бригада, в/ч 33149 (п. Красный Бор);
- 34-я отдельная железнодорожная бригада, в/ч 01855 (г. Рыбное);
- 38-я отдельная железнодорожная бригада, в/ч 83497 (г. Ярославль).

8-е территориальное командование (г. Волгоград)
- 37-я отдельная железнодорожная бригада, в/ч 51473 (г. Волгоград);
- 39-я отдельная ордена Жукова железнодорожная бригада, в/ч 01228 (г. Керчь и г. Тимашёвск);
- 333-й отдельный понтонно-мостовой железнодорожный батальон, в/ч 21483 (г. Волгоград);

6-е территориальное командование (г. Екатеринбург)
- 5-я отдельная железнодорожная Познанская Краснознаменная бригада, в/ч 01662 (г. Абакан);
- 43-я отдельная железнодорожная бригада, в/ч 61207 (г. Екатеринбург);
  - 576-й отдельный железнодорожный батальон механизации (г. Камбарка);[29]
- 48-я отдельная железнодорожная бригада, в/ч 55026 (г. Омск);

5-е территориальное командование (г. Хабаровск)
- 7-я отдельная железнодорожная бригада, в/ч 45505 (г. Комсомольск-на-Амуре);
- 50-я отдельная железнодорожная ордена Кутузова бригада, в/ч 03415 (г. Свободный);
- 118-й отдельный понтонно-мостовой железнодорожный батальон, в/ч 98563 (г. Хабаровск)[30].

## Учебные заведения
Продолжает функционировать высшее военно-учебное заведение по подготовке офицерских кадров для железнодорожных войск и органов военных сообщений, преемник ЛВУ ЖДВ и ВОСО:
- с 1 января 1994 — Военно-транспортный институт Железнодорожных войск и военных сообщений [ВТИ ЖДВ и ВОСО];
- с 22 октября 1997 — Военно-транспортный университет Железнодорожных войск Российской Федерации [ВТУ ЖДВ РФ];
- с 1 октября 2009 — Военно-транспортный институт Железнодорожных войск и военных сообщений [ВТИ ЖДВ и ВОСО] Военной академии тыла и транспорта имени генерала армии А. В. Хрулёва [ВАТТ][32];
- с 1 июля 2011 — Филиал Военной академии тыла и транспорта имени генерала армии А. В. Хрулёва (г. Санкт-Петербург, г. Петродворец)[33];
- с 15 марта 2012 — Военный институт (Железнодорожных войск и военных сообщений) Военной академии тыла и транспорта имени генерала армии А. В. Хрулёва [ВИ (ЖДВ и ВОСО) ВАТТ][34];
- с 21 июня 2012 года — Военный институт (Железнодорожных войск и военных сообщений) Военной академии материально-технического обеспечения имени генерала армии А. В. Хрулёва [ВИ (ЖДВ и ВОСО) ВА МТО].

Подготовкой младших военных специалистов занимается 857-й учебный центр железнодорожных войск (в/ч 11300), 27-й отдельный учебный железнодорожный батальон, 550-й отдельный учебный железнодорожный батальон.

## Руководители Железнодорожных войск
- 1992—2008 — генерал-полковник Г. И. Когатько
- 2008—2010 — генерал-лейтенант С. В. Климец
- с 2010 — начальник Главного управления начальника железнодорожных войск генерал-лейтенант О. И. Косенков

## Техническое оснащение
В распоряжении железнодорожных войск имеются высокопроизводительные комплексы машин и инструментов, совершенные конструкции и приспособления для восстановления и строительства железных дорог.
В комплексы входят:
- путеукладчик МоАЗ-6442[36] и другие путевые машины типа ВПРМ-600[36], ММПМ[36], КПУ-1[37]
- бульдозеры ТМ10.11 ГСТ20[38], БС-1-12[39]
- установка для завинчивания свай У3С-85[39]
- сваебойное (УСА-2/-2М)[39][40][40] и буровзрывное оборудование
- мостовые краны
- автомобильные краны КС-55729-7М[41], КС-55729-5В[42].
- экскаваторы ЭОВ-4421, ЭОВ-4422, ЭОВ-3521, ЭОВ-3523, ЭК-24 ДМ.
- копёрные агрегаты УКА[43]
- буровые тракторные станки БТС-150Б[44]
- железнодорожные краны
- мобильная водолазная станция МВС[39]
- строительно-монтажный плашкоут СМП-1[39]
- сборно-разборные пролётовые строения и опоры
- сборно-разборные консольные краны СРК-50[45]
- инвентарные сборно-разборные мосты-эстакады РЭМ-500[46] и ИМЖ-500[47]
- тракторные тягачи-дозировщики ТТД-1, ТТД-2[36]
- подвижные ремонтные комплексы ПРК-1М[36]
- мастерская технического обслуживания и текущего ремонта ПМ (ТОР)[39]
- путепрокладочные поезда ПБ-3М[48]
- автопоезда АНС-10У[49] и АПС-1[39]
- понтон самоходный (толкач) ПСТ-1[50]
- специализированное имущество наплавных мостов НЖМ-56[51], МЛЖ-ВФ-ВТ[52]
- самосвалы КамАЗ-6522, бортовые автомашины КамАЗ-5350, КамАЗ-53501, и седельные тягачи КамАЗ-54112[53], КамАЗ-65116-010-62[54].
- Хопперы-дозаторы ВПМ-770[55]
- Бронепоезд [56]